# Костін Віктор Олексійович
Віктор Олексійович Костін (3 листопада 1927, с.  Подгорелец, Мценський район, Орловська область — 2003) — голова Мелітопольського міськвиконкому (1961 −1971), перший секретар Мелітопольського міськкому КПРС (1971–1983), делегат  XXV і  XXVI з'їздів КПРС, почесний громадянин Мелітополя (1998).

## Біографія
У 1948 році Віктор Костін закінчив Московський технікум залізничного транспорту і був направлений на роботу в Мелітополь. У вересні 1948 року був обраний секретарем вузлового комітету комсомол а  станції Мелітополь. З жовтня 1950 він завідував відділом кадрів і оргроботи Мелітопольського міськкому комсомолу. У 1950 році Віктор Костін був прийнятий в КПРС. У вересні 1951 він був обраний другим секретарем Мелітопольського міськкому комсомолу, а в червні 1952 року — першим секретарем. У 1954–1959 роках заочно закінчив Запорізький педагогічний інститут. У 1956 році Костін був переведений з комсомольської роботи на партійну, і був призначений завідувачем відділом партійних, профспілкових і комсомольських організацій у Мелітопольському міськкомі КПРС.
З березня 1961 до травня 1971 Дмитро Костін працював головою Мелітопольського міськвиконкому, а з травня 1971 до грудня 1883 — першим секретарем Мелітопольського міськкому партії. Керуючи Мелітополем, він зробив багато для розвитку міста як центру машинобудування: були побудовані або серйозно реконструйовані 10 підприємств загальносоюзного значення. Також в місті було побудовано кілька підприємств легкої і харчової промисловості, покращено водопостачання, реконструйована міська каналізація, проведений газ в багато районів міста, побудовані нові житлові масиви —  Мікрорайон, Новий Мелітополь, Кірова.
Віктор Костін обирався членом бюро Мелітопольського міськкому партії протягом 31 року, потім кандидатом у члени і членом Запорізького обкому партії. Був делегатом  XXV (1976 рік) і  XXVI (1981) з'їздів КПРС. З 1961 по 1983 рік був депутатом Запорізької облради, де кілька скликань очолював планово-бюджетну комісію. У 1984 році був призначений начальником управління по охороні державних таємниць друку при Запорізькому облвиконкомі, де працював до виходу на пенсію.
У 1997 за заслуги перед містом міськрада присвоїла Віктору Костіну звання «Почесний громадянин міста Мелітополя».

## Друковані праці
- Віктор Олексійович Костін, Микола Ілліч Хіврич. Вимірювання діяльності = Вимір діловітості. — Дніпропетровськ : Промінь, 1974. — 58 с. — 3000 прим. Архівовано з джерела 2 лютого 2014